# Euthlastoblatta ypsilon
Euthlastoblatta ypsilon är en kackerlacksart som först beskrevs av Karlis Princis 1955.  Euthlastoblatta ypsilon ingår i släktet Euthlastoblatta och familjen småkackerlackor. Inga underarter finns listade i Catalogue of Life.